# 랜달 리더
랜들 리더(Randal Reeder, 1971년 11월 27일 ~ )는 미국의 배우, 영화 제작자, 영화 감독, 각본가, 프로 레슬링 선수이다.
패서디나에서 태어났다.

## 출연 작품
- 데드풀 (2016년) - 벅 역
- 생존자들 (2012년)
- 장의사 (2011년)
- 딜런 독: 죽음의 밤 (2010년)
- 뱀파이어 써커 (2010년)
- 철권 (2010년)
- 리프 오브 그래스 (2009년)
- 이유없는 의심 (2009년)
- 아이 홉 데이 서브 비어 인 헬 (2009년)
- 해롤드와 쿠마 2 - 관티나모로부터의 탈출 (2008년)
- 더블유 (2008년)
- 이디오크러시 (2006년)
- 그랜드마 보이 (2006년)
- 폴린 원즈 (2005년)
- 씬 시티 (2005년)
- 나이트 비젼 (1997년)
- 위트니스(영어판) (1994년)

### 텔레비전
- 시티 레인져 (1994)
- 킹 오브 더 힐 (2005-07)